# Martin Kuthen ze Šprinsberku
Martin Kuthen ze Šprinsberku (asi 1510 Kutná Hora – 29. března 1564 Praha) byl český humanistický spisovatel utrakvistické orientace, autor česky psané kroniky a latinských satirických epigramů.

## Život
Na Karlově univerzitě dosáhl bakalářského titulu (byť je to i zpochybňováno), poté působil jako vychovatel u Zdeňka Lva z Rožmitálu, přičemž navštívil Německo, Itálii a Francii, což posílilo jeho humanistickou orientaci a měšťanské sebevědomí. Dostal se do přízně Jana Hodějovského a stal se členem jeho básnické družiny, kde měl podle všeho nejblíže k Matouši Collinusovi z Chotěřiny. Později získal též přízeň krále (dostal v roce 1541 šlechtický přídomek). Roku 1542 byl přijat za měšťana Starého Města a živil se jako ingrosátor městských knih. Hmotně se mu dařilo, ještě pro přilepšení si otevřel obchod s plátnem. Roku 1541 získal privilegium na vydávání kalendářů. Je doložena jeho korespondence s vídeňským biskupem Fredericem Nauseou a s historikem církevních dějin Kašparem z Nydbrucka (Kaspar von Niedbruck), jemuž pomáhal nalézt dokumenty o původu a vývoji české reformace.

## Dílo
V jeho díle má zvláštní místo skládání epigramů, v nichž často vystupuje proti svým (četným) nepřátelům. Mnoho útoků vedlo na pražskou univerzitu. I přes jeho poměrně četné spory je jeho hlavní dílo Kronika o založení země České a prvních obyvatelích země (vydáno 1539 v Praze) vcelku neutrální a vyhýbá se všem sporným otázkám náboženským. Dílo má především pozitivum, že si v něm autor jako první povšiml, že slovanské osídlení české země nemůže být původní. Další zvláštností je, že Kuthen vyslovuje odvážnou myšlenku, že měšťané jsou starobylejší stav než šlechtický (dokazuje to údajným založením Prahy roku 711). Je též pozoruhodné, že krom tradičních zdrojů domácích (Přibík Pulkava z Radenína, Staré letopisy české, Dalimilova kronika) se opíral i o historické spisy zahraničních humanistů (Franciscus Irenicus, Marcantonio Sabellico, Raffaele Maffei, Aeneas Silvius). V kronice je znát protiněmecké zaměření, jež bylo ale u českých kronikářů jistou tradicí. I přes svoji povrchnost (znát je, že autor nebyl školeným historiografem a jeho vzdělání je vůbec sporné), bylo dílo v měšťanské vrstvě oblíbené, v roce 1585 si Kuthenovu kroniku vybral Daniel Adam z Veleslavína pro své Kroniky dvě o založení země české. Kuthenova kronika bývá označována za historicky spolehlivější než kronika Hájkova ze stejné doby. Ta byla ale mnohem oblíbenější.